# Hermanus Coenradi
Hermanus Mattheus Hendricus Coenradi (Amsterdam, 23 april 1909 - Waalsdorpervlakte, 13 maart 1941) was een Nederlandse verzetsstrijder tijdens de Tweede Wereldoorlog.
Coenradi was elektricien van beroep, en lid van de CPN. Hij had samen met anderen de leiding bij de Februaristaking bij Fokker, en protesteerde tegen de Jodenvervolging. Na zijn arrestatie begin maart 1941 tot zijn dood zat Coenradi vast in het Huis van Bewaring in Scheveningen. Vanwege zijn deelname aan het organiseren van de Februaristaking werd hij veroordeeld tot de doodstraf en op de Waalsdorpervlakte gefusilleerd. Hermanus Coenradi is een van de achttien in het gedicht Het lied der achttien dooden van Jan Campert.
In Schiedam en Amsterdam zijn straten naar hem vernoemd.